# Carangola (ort)
Carangola är en ort i Brasilien.   Den ligger i kommunen Carangola och delstaten Minas Gerais, i den sydöstra delen av landet, 800 km sydost om huvudstaden Brasília. Carangola ligger 416 meter över havet och antalet invånare är 25 321.
Terrängen runt Carangola är huvudsakligen kuperad. Carangola ligger nere i en dal. Carangola är det största samhället i trakten.
Omgivningarna runt Carangola är huvudsakligen savann. Runt Carangola är det ganska glesbefolkat, med 29 invånare per kvadratkilometer.